# Municipio de San Pablo Coatlán
El municipio de San Pablo Coatlán es un municipio situado en el estado mexicano de Oaxaca. Según el censo de 2020, tiene una población de 4308 habitantes.
La información que se muestra a continuación fue obtenida del INAFED.

## Ubicación
El municipio está situado en las coordenadas 16° 13' de latitud norte y 96° 47' de longitud oeste. Se encuentra a 1480 m s. n. m. Colinda al norte con Miahuatlán de Porfirio Díaz, San Sebastián Coatlán y Santa Catarina Cuixtla; al sur con San Baltazar Loxica, San Sebastián Coatlán y Santa Catarina Loxicha; al oeste con San Sebastián Coatlán, y al este con San Miguel Coatlán, Santa Catarina Cuixtla y Santa Catarina Loxicha.

## Descripción
La localidad está limitada por los cerros San Martín y La Llamarada, cuya altura es de 2750 metros sobre el nivel del mar. Estos cerros hacen frontera con los municipios de San Francisco Coatlán y San Sebastián Coatlán. Al oriente está el cerro San Antonio y al poniente, el cerro San Lorenzo.

## Fiestas, danzas y tradiciones
En San Pablo la fiesta patronal es la más importante y se lleva a cabo del 23 al 26 de enero. Se nombra un comité de 10 personas que son las que trabajan en su organización y se encargan de recaudar los fondos para pagar al sacerdote por la misa y a los músicos, así como de comprar velas y flores. En sus tradiciones se celebra durante varios días el fallecimiento de una persona. Entre sus creencias están el mal de ojo y el mal aire (llamado "chaneke"). 

## Reseña histórica
El pueblo fue fundado en el año 1801 por el rey zapoteca Meneyadela, que llegó de Nuevo México con su gente y se asentó en este lugar. Se sabe que fue un centro político y religioso y que llegó a tener una extensión territorial muy grande. Sus colindancias llegaron hasta los litorales del pacífico con la región de los Ozolotepec, en la parte sur, y en la parte norte colindó con los de Zimatlán. Sin embargo, toda esa riqueza territorial se perdió con la llegada de los españoles.
De acuerdo con la historia oral, los primeros pobladores se asentaron a varios kilómetros de la ubicación actual. Este lugar es conocido ahora como "Pueblo Viejo". Las causas del abandono son inciertas, pero pudieron deberse a las condiciones geográficas que no eran favorables para el desarrollo.
En la época de la conquista, el Marqués del Valle llegó junto con un grupo de 21 hombres descendientes por vía de varón, a los cuales llamaban reyes. En el lugar existía un número importante de indígenas, los cuales fueron desapareciendo por batallas en contra del Marqués. Incluso una de las últimas fue tan grande que murieron en ella gran parte de los indios. Al final hubo un tratado de paz, por el que los indígenas quedaron bajo el servicio del Emperador Carlos V y el Marqués recibió oro en polvo en forma de tributo. Otra causa de la desaparición de indígenas fueron las epidemias de viruela y pestes que llamaban "cocolistes".
Durante la conquista se ordenó la construcción de un templo que hoy se encuentra en ruinas. Los sacerdotes que dirigieron la construcción pudieron haber sido dominicos, es decir, de la orden de Santo Domingo de Guzmán. Se ignora la fecha precisa, pero es posible que su fundación date de principios del año 1601.
En el año 1918 se establecieron en San Pablo Coatlán los jefes políticos llamados "cuerudos", que estaban encabezados por Manuel Ramírez, un hombre de Tuxtepec. Ellos tenían constantes enfrentamientos con los carrancistas. En 1919, en uno de los enfrentamientos con los carrancistas, los "cuerudos" avisaron a la gente del pueblo que ellos no ganarían puesto que solo eran 250 hombres y los carrancistas eran 500. La gente huyó y pocas personas pudieron rescatar algunas de sus pertenencias; en cambio, otras no se llevaron absolutamente nada. Posteriormente, los carrancistas prendieron fuego al pueblo, cuyas casas eran de paja y de las cuales solo quedaron no más de 7. Por esa razón el pueblo perdió valiosos documentos irrecuperables.
La gente regresó a San Pablo Coatlán casi después de un año, reconstruyendo sus casas, pero con la falta total de su ganado, el cual nunca volvió a recuperarse.

## Principales ecosistemas

### Flora
- Flores: geranio, rosas, paragüitas, amapolas, girasol, azucena blanca, dalia roja.
- Plantas comestibles: chepil, guías, quintoniles, epazote, verdolagas.
- Árboles: higo, sabino, huamuche, copal, mezquite, mandimbo, jacarandá, huajal, ahuehuete, madroño, encino blanco.
- Frutos: granadas, limas, naranjas, limones, guayabas, toronjas, mandarinas, nísperos, plátanos, nuez, chayote, elotes.
- Plantas para decoración o adorno: cucharillo, barba de viejo, pelo de ángel, laurel del monte, colorín.
- Plantas o hierbas medicinales: taraguntín, carrizillo o cola de caballo, copalchín, ruda, epazote, romero, hierba santa, hierba buena,  estafiate, hierba de canela, chamizo blanco, hierba de chaneque.

### Fauna
- Animales solo domésticos, como toros, vacas, chivos, burros, caballos, aves de corral, puercos, borregos, guajolotes.
- En los bosques cercanos: víboras, mapaches, zorrillos, lagartijas, conejos, codornices, tuzas, ardilla, coyote, aguililla, gavilán, colibrí, golondrina negra.

## Límites municipales
Tiene límites administrativos con los siguientes municipios y/o accidentes geográficos, según su ubicación:
| Noroeste: San Jerónimo Coatlán | Norte: Miahuatlán de Porfirio Díaz |                                 |
| Oeste: San Sebastián Coatlán   |                                    | Este: San Miguel Coatlán        |
|                                | Sur: San Baltazar Loxicha          | Sureste: Santa Catarina Loxicha |